# New York Wing Civil Air Patrol
A New York Wing Civil Air Patrol (NYWG) é uma das 52 "alas" (50 estados, Porto Rico e Washington, D.C.) da "Civil Air Patrol" (a força auxiliar oficial da Força Aérea dos Estados Unidos) no Estado de New York. A sede da New York Wing está localizada no campus do Westchester County Airport em White Plains. A New York Wing consiste em mais de 2.000 cadetes e membros adultos distribuídos em 67 locais espalhados por todo o Estado.
A ala de New York é membro da Região Nordeste da CAP juntamente com as alas dos seguintes Estados: Connecticut, Maine, Massachusetts, New Hampshire, New Jersey, Pennsylvania, Rhode Island e Vermont.

## Missão
A Civil Air Patrol (CAP) tem três missões: fornecer serviços de emergência; oferecer programas de cadetes para jovens; e fornecer educação aeroespacial para membros da CAP e para o público em geral.

## Serviços de emergência
A CAP fornece ativamente serviços de emergência, incluindo operações de busca e salvamento e gestão de emergência, bem como auxilia na prestação de ajuda humanitária.
A CAP também fornece apoio à Força Aérea por meio da realização de transporte leve, suporte de comunicações e levantamentos de rotas de baixa altitude. A Civil Air Patrol também pode oferecer apoio a missões de combate às drogas.
Após os ataques de 11 de setembro de 2001, a New York Wing foi ativado para apoiar o Estado, fornecendo algumas das primeiras fotografias aéreas do "Ground Zero" e oferecendo apoio às agências locais.

## Programas de cadetes
A CAP oferece programas de cadetes para jovens de 12 a 21 anos, que incluem educação aeroespacial, treinamento de liderança, preparo físico e liderança moral para cadetes.

## Educação Aeroespacial
A CAP oferece educação aeroespacial para membros do CAP e para o público em geral. Cumprir o componente de educação da missão geral da CAP inclui treinar seus membros, oferecer workshops para jovens em todo o país por meio de escolas e fornecer educação por meio de eventos públicos de aviação.

## Organização

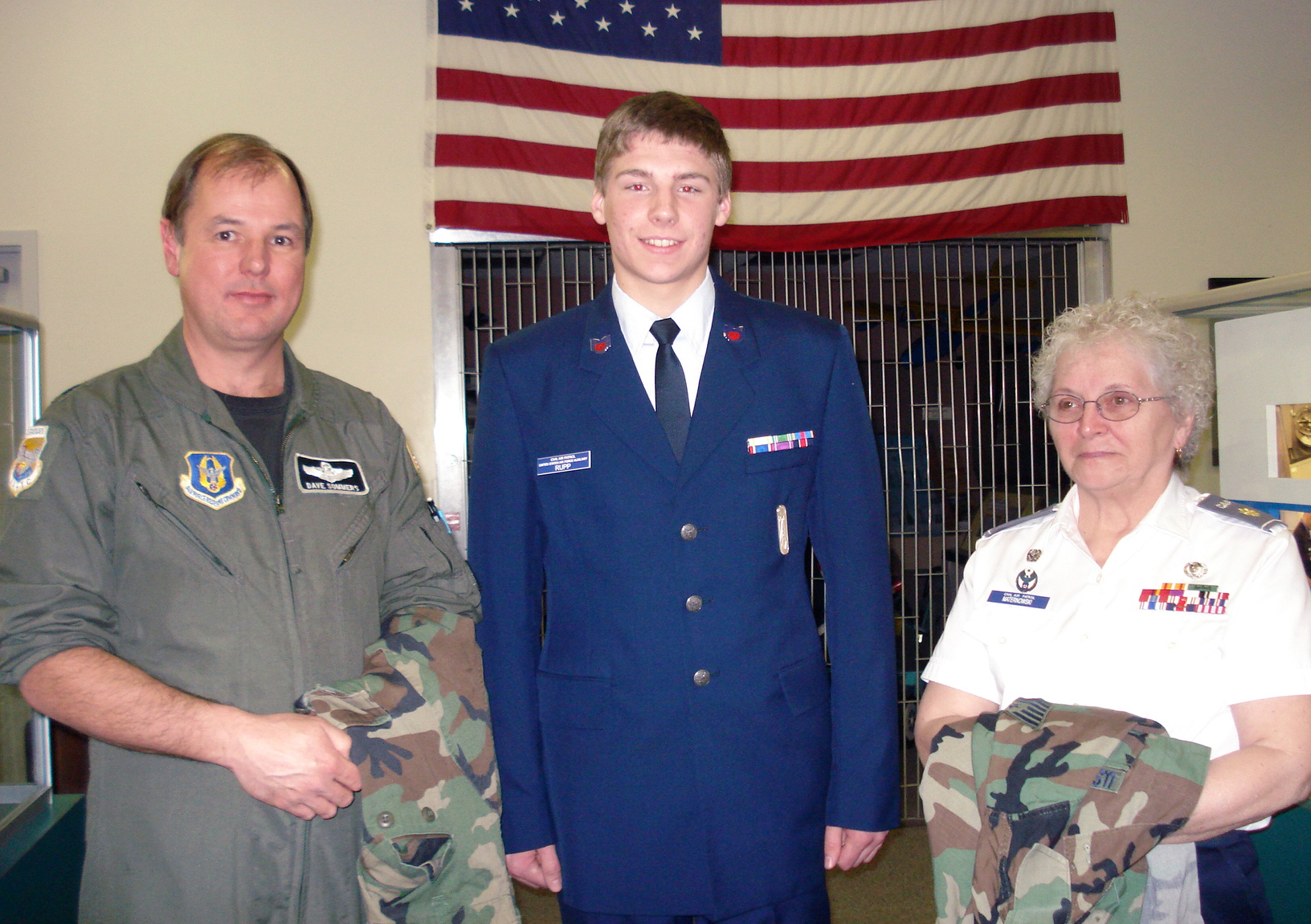
O tenente-coronel Dave Sommers (à esquerda) entrega uniformes doados pelos aviadores da Estação da Reserva Aérea das Cataratas do Niágara para membros da New York Wing.

Aviadores do 139º Esquadrão de Evacuação Aeromédica, da Guarda Aérea Nacional de Nova York treinam cadetes da New York Wing na colocação de macas no compartimento de carga de uma aeronave C-17 Globemaster III.

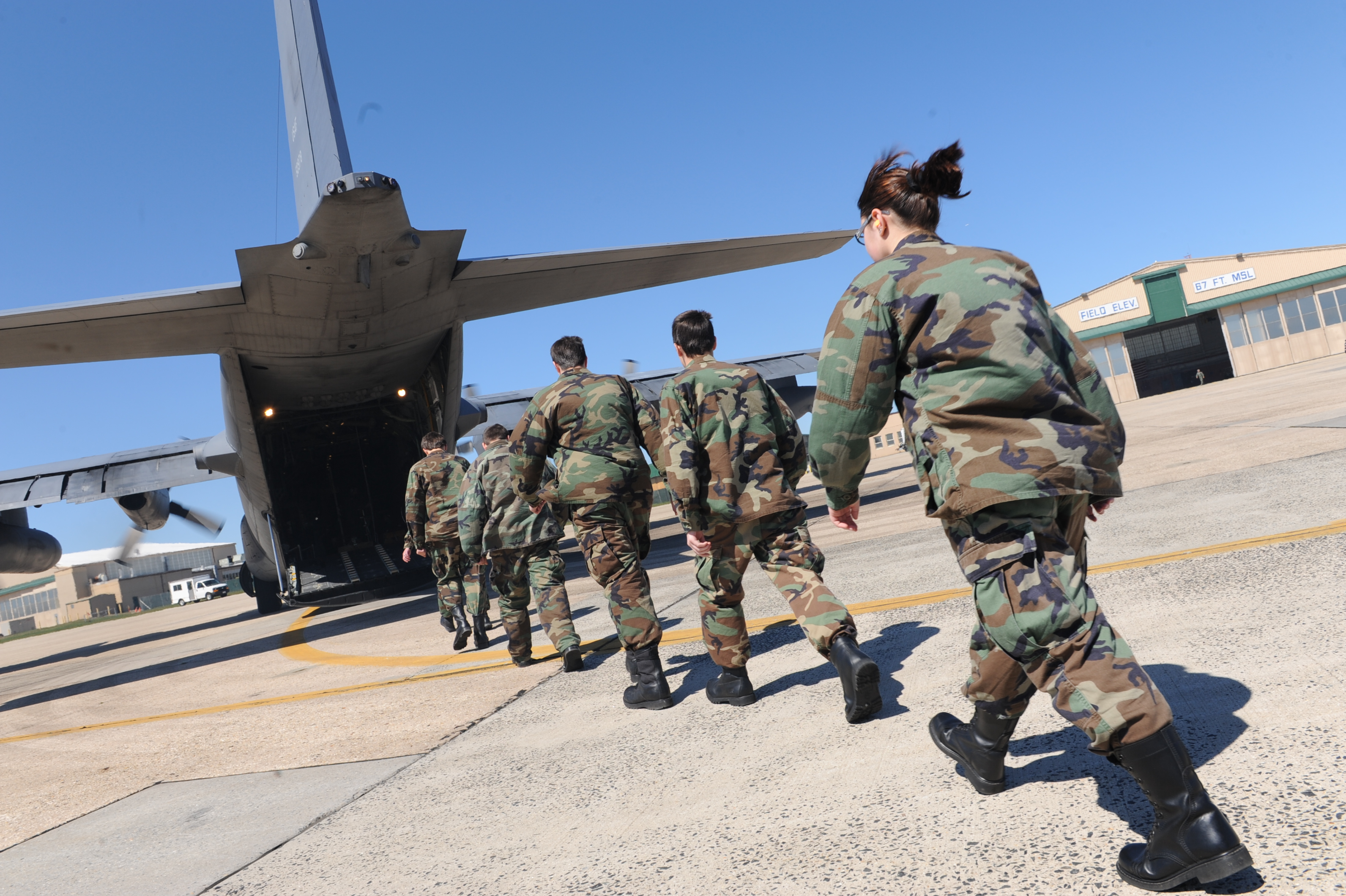
Cadetes do Esquadrão de Cadetes Leroy R. Grumman embarcam em um HC-130.

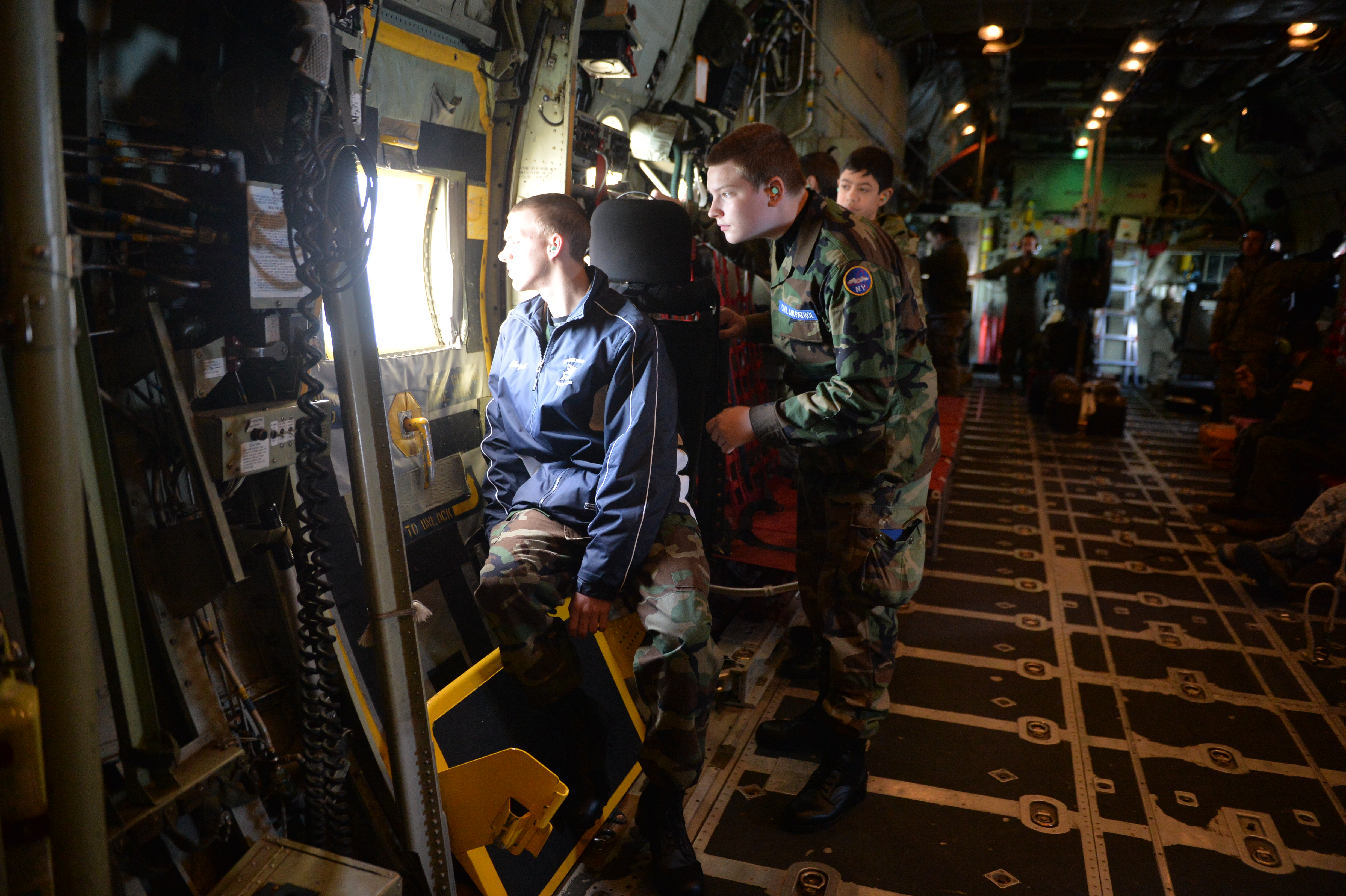
Membros do 9º Esquadrão de Cadetes de Suffolk, da New York Wing adentram um HC-130 com a 106ª Ala de Resgate.

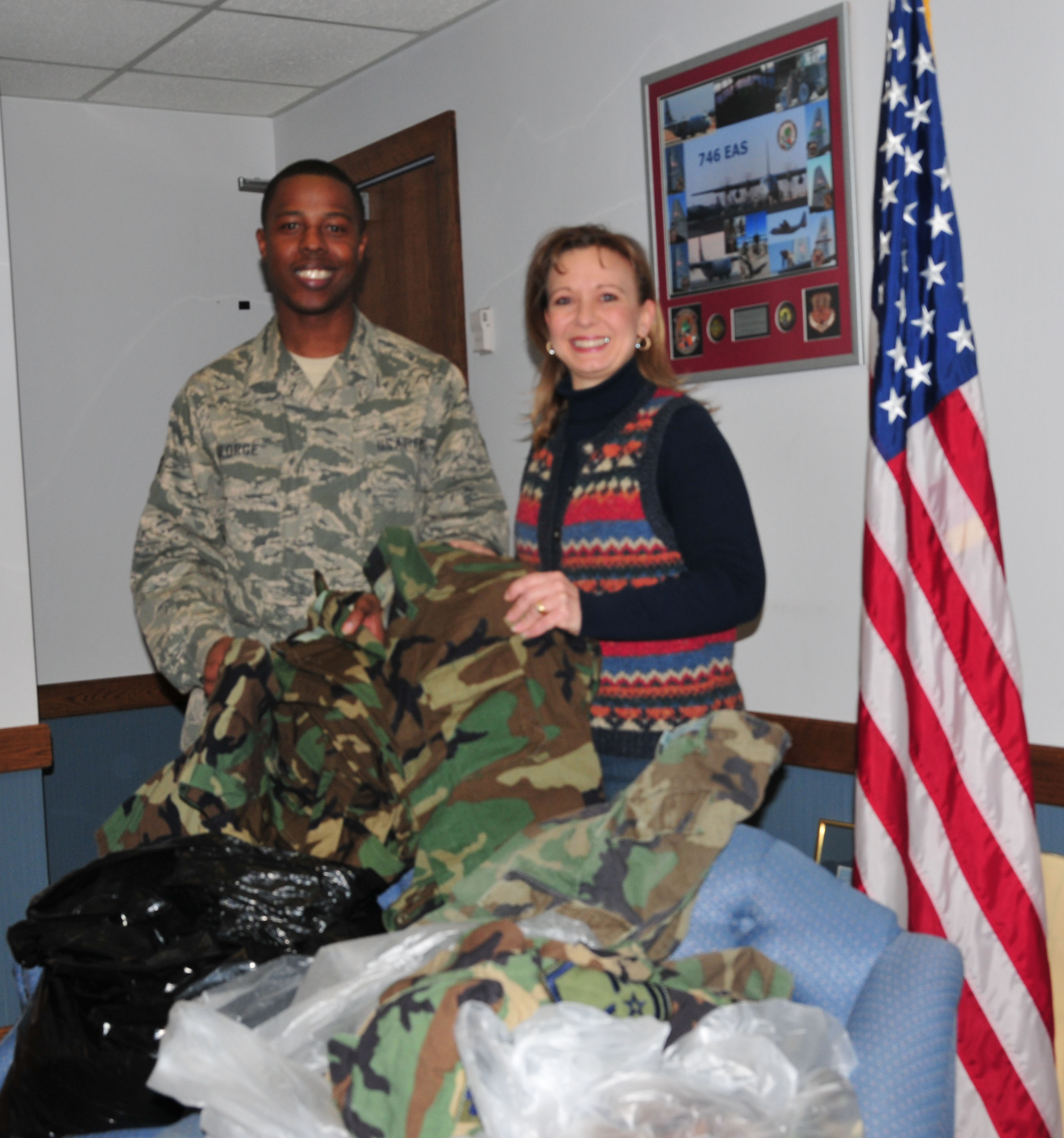
O aviador sênior Christopher George da 914 Airlift Wing Raising 6 Organization apresenta a 1ª Tenente Tina Warnock da New York Wing, Esquadrão Composto TAC com uniformes militares excedentes.

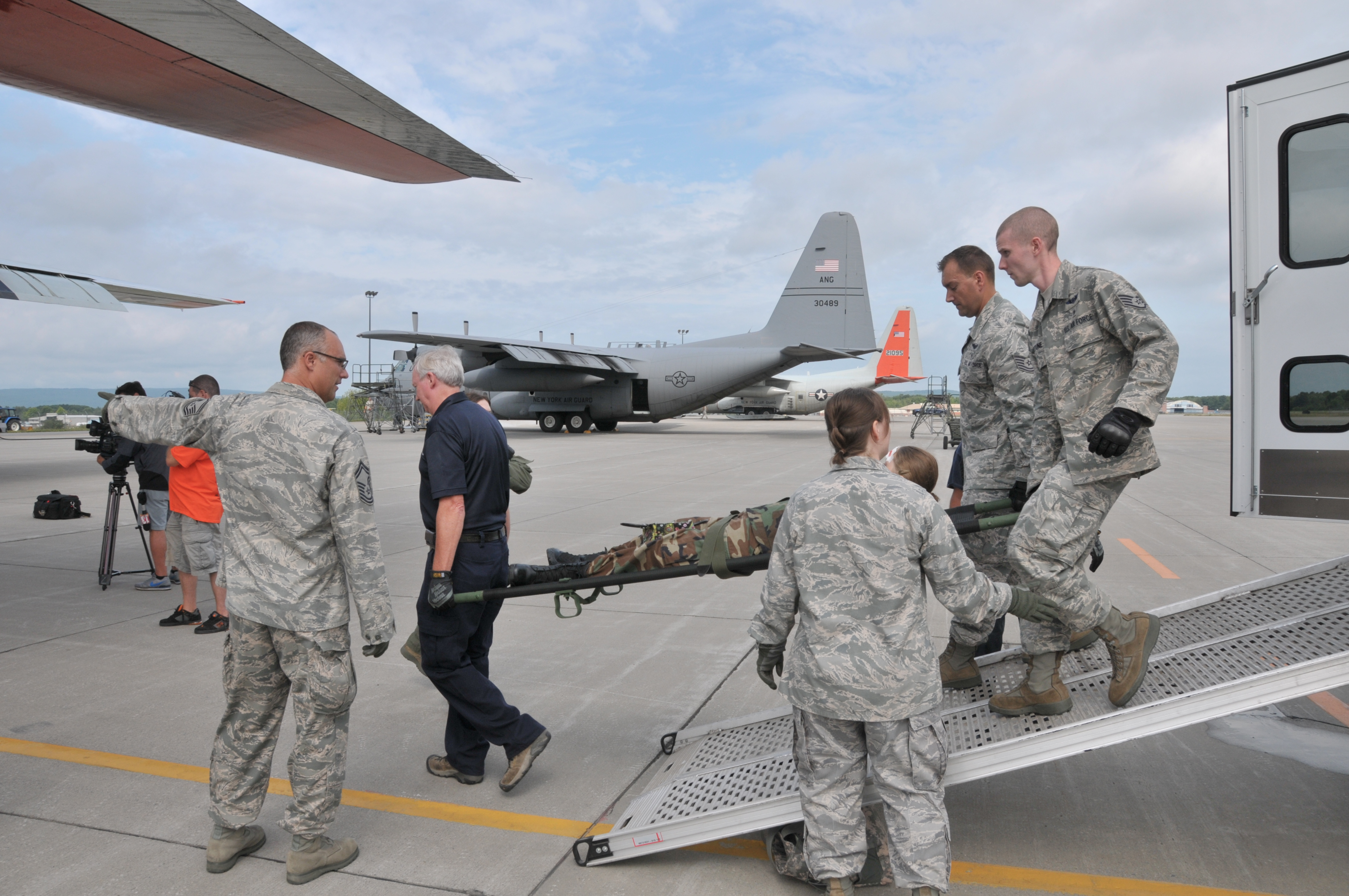
O aviador designado para o 139º Esquadrão de Evacuação Aeromédica trabalha ao lado de agências civis para transportar um paciente simulado, um cadete da New York Wing, para uma aeronave LC-130.

A New York Wing é dividida em nove grupos em todo o Estado, com cada esquadrão sendo designado como um componente de um grupo com base em sua localização geográfica.
| Grupo             | Designação | Nome do Esquadrão                                    | Localização       |
| ----------------- | ---------- | ---------------------------------------------------- | ----------------- |
| Western NY        | NY020      | Southtowns Cadet Squadron                            | Athol Springs     |
|                   | NY022      | Buffalo Composite Squadron #1                        | Buffalo           |
|                   | NY116      | Niagara Falls Composite Squadron                     | Niagara Falls ARS |
|                   | NY173      | TAK Composite Squadron                               | Tonawanda         |
|                   | NY343      | Niagara Frontier Senior Squadron                     | Buffalo           |
|                   | NY351      | Dunkirk Concord Composite Squadron                   | Dunkirk           |
|                   | NY402      | Jamestown Composite Squadron                         | Jamestown         |
| Finger Lakes      | NY253      | Batavia Composite Squadron                           | Batavia           |
|                   | NY212      | Canandaigua Composite Squadron                       | Canandaigua       |
|                   | NY354      | Condor Composite Squadron                            | Perry             |
|                   | NY273      | Rochester Composite Squadron                         | Rochester         |
|                   | NY412      | Rochester Senior Squadron                            | Rochester         |
|                   | NY111      | Newark Composite Squadron                            | Newark            |
| Central NY        | NY135      | Syracuse Cadet Squadron                              | Syracuse          |
|                   | NY156      | Mohawk-Griffiss Senior Squadron                      | Rome              |
|                   | NY162      | Utica Cadet Squadron                                 | Rome              |
|                   | NY406      | Fort Drum-Watertown Composite Squadron               | Fort Drum         |
|                   | NY408      | F.R. Sussey Composite Squadron                       | Fulton            |
| South Central     | NY283      | Chemung-Schuyler Composite Squadron                  | Horseheads        |
|                   | NY292      | Broome-Tioga Composite Squadron                      | Binghamton        |
|                   | NY355      | Ithaca Composite Squadron                            | Lansing           |
|                   | NY414      | Owego Composite Squadron                             | Owego             |
| Mid-Eastern       | NY361      | Albany Senior Squadron                               | Latham            |
|                   | NY415      | Capt Luke C. Wullenwaber Composite Squadron          | Ballston Lake     |
|                   | NY802      | Mont Pleasant Middle School Cadet Squadron           | Schenectady       |
|                   | NY388      | James P. O'Connor Composite Squadron                 | Plattsburgh       |
|                   | NY416      | Orion Composite Squadron                             | Schuylerville     |
|                   | NY073      | Schenectady Composite Squadron                       | Scotia            |
|                   | NY392      | Vedder Composite Squadron                            | Latham            |
|                   | NY390      | Vanguard Composite Squadron                          | Durham            |
| Catskill Mountain | NY413      | Orange County Senior Squadron                        | Newburgh          |
|                   | NY030      | Orange County Cadet Squadron                         | Newburgh          |
|                   | NY072      | Rockland Cadet Squadron                              | Valley Cottage    |
|                   | NY387      | Sullivan County Cadet Squadron                       | Bethel            |
|                   | NY395      | Ulster County Flight                                 | Lake Katrine      |
| South East        | NY249      | Amelia Earhart Cadet Squadron                        | Yonkers           |
|                   | NY159      | Dutchess County Cadet Squadron                       | Wappingers Falls  |
|                   | NY421      | Dutchess County Senior Squadron                      | Wappingers Falls  |
|                   | NY422      | Lt Anthony L. Willsea Cadet Squadron                 | White Plains      |
|                   | NY238      | Col Johnnie Pantanelli Composite Squadron            | Katonah           |
|                   | NY033      | Putnam County Cadet Squadron                         | Carmel            |
|                   | NY048      | Westchester Cadet Squadron                           | Eastchester       |
|                   | NY219      | Westchester Hudson Senior Squadron                   | White Plains      |
| New York City     | NY379      | Falcon Senior Squadron                               | Jamaica           |
|                   | NY420      | Lt Vincent R. Capodanno Composite Squadron           | Staten Island     |
|                   | NY803      | Lt Col Michael R. Noyes Middle School Cadet Squadron | Queens            |
|                   | NY373      | Floyd Bennett Composite Squadron                     | Brooklyn          |
|                   | NY417      | Stalwart Cadet Squadron                              | Long Island City  |
|                   | NY147      | Academy Cadet Squadron                               | Elmhurst          |
|                   | NY301      | Phoenix Composite Squadron                           | Manhattan         |
|                   | NY384      | Brooklyn Tech Cadet Squadron #1                      | [Brooklyn]]       |
| Long Island       | NY247      | Brian M. Mooney Cadet Squadron                       | Shirley           |
|                   | NY153      | Leroy R. Grumman Cadet Squadron                      | Northport         |
|                   | NY288      | Lt. Quentin Roosevelt Cadet Squadron                 | Bethpage          |
|                   | NY117      | Col. Francis S. Grabreski Cadet Squadron             | Bellport          |
|                   | NY311      | 9th Suffolk Cadet Squadron                           | Westhampton       |
|                   | NY328      | Suffolk Cadet Squadron 10                            | Holbrook          |
|                   | NY207      | Long Island Cadet Squadron                           | Farmingdale       |